# Vaila
Vaila – wieś w Estonii, w prowincji Harju, w gminie Harku.